# Phuphoom Pongpanu
Phuphoom Pongpanupak (Tailandés: ภูภูมิ พงศ์ภานุภาค, RTGS: Phuphum Phongphanupak), más conocido como Ken (เคน), es un actor y cantante tailandés.

## Biografía
Estudió administración de empresas en la University Thai Chamber of Commerce.
Sale con la actriz tailandesa Esther Supreeleela.
Es buen amigo de los actores Mario Maurer, Nadech Kugimiya, Prin Suparat y Sukollawat Kanarot, así como de la actriz Pichukkana Wongsarattanasin.

## Carrera
En 2014 junto a Mario Maurer, Nadech Kugimiya, James Ma y Sukollawat "Weir" Kanarot formaron el grupo de pop conocido como "Give Me 5", para promocionar las series en las que aparecerían.
En el 2016 se unió al elenco principal de la serie Nakee donde interpretó a Thosapol, un estudiante de arqueología que termina enamorándose de Kumkaew (Natapohn Tameeruks) una joven con poderes sobrenaturales cuya vida cambia cuando descubre que también es una elegante reina de serpientes.
El 18 de octubre del 2018 se unió al elenco de la película Nakee 2 donde volvió a dar vida a Thosapol. La película es la secuela de la serie "Nakee".
Ese mismo mes se unió al elenco principal de la serie Meo Me & You donde interpreta a Mai, hasta ahora.

## Filmografía

### Series de televisión
| Año             | Título                                | Personaje                 | Notas        |
| --------------- | ------------------------------------- | ------------------------- | ------------ |
| 2018 - presente | Raeng Ngao Raeng Kaen                 | Veekit                    |              |
| 2018 - presente | Meo Me & You                          | Mai                       |              |
| 2017            | Rock Letter                           | -                         |              |
| 2017            | The Cupids Series: Kamathep Prab Marn | Rome                      |              |
| 2017            | The Cupids Series: Loob Kom Kammathep | Rome                      |              |
| 2017            | The Cupids Series: Kammathep Online   | Rome                      | 9 episodios  |
| 2017            | The Cupids Series: Kammathep Ork Suek | Rome                      |              |
| 2017            | The Cupids Series: Kammathep Hunsa    | Rome                      |              |
| 2016            | Nakee                                 | Thosapol                  | 11 episodios |
| 2016            | Kong Krapun Naree                     | Natthadet                 | 12 episodios |
| 2015            | Kol Kimono                            | Akira                     |              |
| 2014            | Dao Kiang Duen                        | M.L. Jantarakan Thatsanai | 14 episodios |
| 2014            | Look Tard                             | Kaew                      | 13 episodios |
| 2012            | Raeng Ngao                            | Veekit                    | 20 episodios |
| 2011 - 2012     | Sarm Noom Nuer Tong                   | Theetat                   |              |

### Películas
| Año  | Título          | Personaje | Notas                                                                                   |
| ---- | --------------- | --------- | --------------------------------------------------------------------------------------- |
| 2018 | Nakee The Movie | Thosapol  | junto a Urassaya Sperbund, Nadech Kugimiya y Natapohn Tameeruks                         |
| 2011 | Hor Taew Taek 2 | -         |                                                                                         |
| 2011 | Kheaw Aa-Kaard  | -         |                                                                                         |
| 2011 | Fabulous 30     | Por       | junto a Patcharapa Chaichua, Peter Corp Dyrendal, Nithit Warayanon y Warinda Dumrongpol |

### Videos musicales
| Año  | Artista                               | Canción                    | Notas                                        |
| ---- | ------------------------------------- | -------------------------- | -------------------------------------------- |
| 2013 | Dunk Phunkorn (Phunkorn Boonyachinda) | "คนไม่รู้ไม่เจ็บ..คนที่เจ็บคือคนที่รู้" | junto a Savitree Suttichanond y Cris Horwang |

### Eventos
| Año  | Actividad                                                      | Notas                                                           |
| ---- | -------------------------------------------------------------- | --------------------------------------------------------------- |
| 2018 | Gala Premiere of Nakee The Movie @ Paragon Cineplex            | junto a Nadech Kugimiya, Urassaya Sperbund y Natapohn Tameeruks |
| 2018 | Press Conference of Nakee The Movie @ Central Plaza Udon Thani | junto a Nadech Kugimiya, Urassaya Sperbund y Natapohn Tameeruks |

## Discografía

### Singles
| Año  | Canción              | Título en inglés | Álbum             | Notas                                          |
| ---- | -------------------- | ---------------- | ----------------- | ---------------------------------------------- |
| 2014 | 1,2,3,4,5 I Love You | -                | Give Me 5 Concert | con "Give Me 5"(banda de música pop tailandés) |

### Participación en conciertos
| Año  | Nombre                          | Notas |
| ---- | ------------------------------- | ----- |
| 2019 | 49th Thai TV3 Anniversary       | [ 9 ] |
| 2014 | Give Me 5 Concert               |       |
| 2012 | 4+1 Channel 3 Superstar Concert |       |

## Premios y nominaciones
| Año  | Categoría                    | Premio                | Trabajo | Resultado |
| ---- | ---------------------------- | --------------------- | ------- | --------- |
| 2012 | Rising Male Star Of The Year | SeeSan BunTerng Award | -       | Ganó      |